# Mastus etuberculatus
Mastus etuberculatus is een slakkensoort uit de familie van de Enidae. De wetenschappelijke naam van de soort is voor het eerst geldig gepubliceerd in 1876 door Frauenfeld.